# Cartoon Network Németország
A Cartoon Network Németország (németül: Cartoon Network Deutschland) a Cartoon Network rajzfilmadó német változata. Fogható Németországban, Ausztriában és Svájcban, angol és német nyelven. A csatorna 2005-ben indult el műsorblokként a Kabel eins-on, 2006. december 5-től pedig már önálló adóként sugároz. Azelőtt 1993. szeptember 17. óta a Cartoon Network Európa sugárzott a területen, angolul.

## Történet
A Cartoon Network 2005. szeptember 3-án indult szombat délelőtti programblokként a kabel eins-on. 2006 júniusában indult el a Boomerang Németország, ezt követte a Cartoon Network és a TCM németországi bevezetése 2006. december 5-én. 2010. november 25-én, délben logót változtatott és életbe lépett a CHECK it. arculat. 2012. október 15-én elindult az adó nagy felbontású változata.

## Műsorok
- Angelo rulez
- Boci és Pipi
- Én vagyok Menyus
- Pindur pandúrok
- Jelszó: Kölök nem dedós
- Generátor Rex
- Scooby-Doo, merre vagy?
- Fosterék háza képzeletbeli barátoknak
- Hi Hi Puffy AmiYumi
- Aktuális csízió
- H2O: Egy vízcsepp elég
- Az osztálytársam egy majom
- Robotboy
- Johnny Bravo
- Ed, Edd és Eddy
- László tábor
- Bátor, a gyáva kutya
- Dexter laboratóriuma
- Kém a családban
- Batman: A bátor és a vakmerő
- Chowder
- Hero 108
- Bakugan
- Bakugan: Új Vestroia
- Star Wars: A klónok háborúja
- A fantasztikus négyes
- Szombaték titkos világa
- A Garfield-show
- George a dzsungelben
- Billy és Mandy kalandjai a kaszással
- Megas XLR
- Szamuráj Jack
- Staraoke
- Skatoony
- Cartoon Network Topfrocker
- Cartoon Network Beatbox
- Cartoon Network Dance Club
- Cartoon Network Checker
- Cartoon Network Fociakadémia
- Cartoon Network Face Academy
- A Pókember legújabb kalandjai
- Sárkányok

## Logók

Az első logó, melyet 2006. december 5-től 2010-ig használt. A képernyő jobb felső sarkában látható.
A második, jelenlegi logó, amit 2010. november 25-től használ. A jobb alsó sarokban látható.

## Fordítás
- Ez a szócikk részben vagy egészben  a   Cartoon Network (Germany) című angol Wikipédia-szócikk fordításán alapul.  Az eredeti cikk szerkesztőit annak laptörténete sorolja fel. Ez a jelzés csupán a megfogalmazás eredetét és a szerzői jogokat jelzi, nem szolgál a cikkben szereplő információk forrásmegjelöléseként.